# Smedstorps landskommun
Smedstorps landskommun var en tidigare kommun i dåvarande Kristianstads län.

## Administrativ historik
När 1862 års kommunalförordningar började gälla inrättades denna kommun i Smedstorps socken i Ingelstads härad i Skåne. 
Vid kommunreformen 1952 bildade den storkommun genom sammanläggning med den tidigare kommunen Kverrestad. 
I kommunen inrättades 2 oktober 1893 Smedstorps municipalsamhälle som upplöstes med utgången av 1954.
År 1969 gick hela området upp i Tomelilla köping som 1971 ombildades till Tomelilla kommun.
Kommunkoden 1952-1968 var 1107.

### Kyrklig tillhörighet
I kyrkligt hänseende tillhörde kommunen Smedstorps församling. Den 1 januari 1952 tillkom Kverrestads församling.

## Geografi
Smedstorps landskommun omfattade den 1 januari 1952 en areal av 63,37 km², varav 62,79 km² land.

### Tätorter i kommunen 1960
| Tätort    | Folkmängd |
| --------- | --------- |
| Smedstorp | 426       |
| Lunnarp   | 254       |

Tätortsgraden i kommunen var den 1 november 1960 31,4 procent.

## Politik

### Mandatfördelning i valen 1938-1966
| 10 | 3 | 4 | 3 |

| 20 |

| 9 | 11 |

| 20 |

| 6 | 14 |

| 20 |

| 9 |  | 8 | 9 | 3 |

| 29 |

| 9 | 2 | 7 | 7 | 5 |

| 30 |

| 7 | 4 | 7 | 6 | 6 |

| 30 |

| 9 | 4 | 7 | 6 | 4 |

| 30 |

| 7 | 5 | 7 | 6 | 5 |

| 29 |